# Bargota
Bargota é um município da Espanha 
na província e comunidade autónoma de Navarra. Tem 25,32 km² de área e em 2021 tinha 254 habitantes (densidade: 10 hab./km²).

## Demografia
| Variação demográfica do município entre 1991 e 2004 | Variação demográfica do município entre 1991 e 2004 | Variação demográfica do município entre 1991 e 2004 | Variação demográfica do município entre 1991 e 2004 |
| --------------------------------------------------- | --------------------------------------------------- | --------------------------------------------------- | --------------------------------------------------- |
| 1991                                                | 1996                                                | 2001                                                | 2004                                                |
| 423                                                 | 396                                                 | 368                                                 | 375                                                 |